# Ebberødgård
Ebberødgård var en bondegård, siden et landsted og slutteligt en åndssvageanstalt ved Rude Skov i Ebberød ved Birkerød.

## Historie
Frederik III skænkede i 1661 Ebberødgård, der oprindeligt var en lille bondegård,  til ærkebisp Hans Svane, der gjorde meget for fiskeriet i Skovrød og Ebberød Sø (nu Skovrød- og Ebberød Dam) og i det hele gjorde meget for ejendommen. Han plantede den store lindeallé, der endnu fører til gården. Efter hans død (1668) gik gården over til hans datter Søster Svane og derved til hendes anden mand, biskop Hans Bagger, der fortsatte svigerfaderens arbejder med fiskeriet; 1707 tilbagekøbte kongen Ebberød af enken og overdrog den til Dronning Louise, som forenede den med Hørsholm Gods; Sophie Magdalene henlagde sit stutteri hertil, men det nedlagdes 1749, og gården solgtes 1759 til forfatteren Erik Pontoppidan den yngre, som allerede 1763 afhændede den til gehejmeråd, greve Otto Manderup Rantzau; hans enke solgte den 1779 til kaptajn G.A. Thaae, som kort efter afstod en stor del af ejendommen (o. 180 tdr. ld.) til Kronen til indlemmelse i Rude Skov, og fra nu af var den sunken ned til en almindelig bondegård. Gårdens tilliggende var i 1898 omtrent 100 tdr. ld. (10 tdr. hrtk.), hvoraf 14 skov og 4 have. 

### Åndssvageanstalt
Gamle Bakkehus købte i 1890 Ebberødgård  og indrettede den som en filial til arbejds- og plejeanstalt for åndssvage. Bygningerne opført efter tegning af Georg Wittrock stod færdige sommeren 1892 og blev indviet 1. juni dette år. I tilknytning til Ebberødgård, blev Ebberødgård Kapel bygget, kapellet blev bygget fortrinsvist til patienter fra Ebberødgård.  En større udvidelse fandt sted 1916-23 ved Johannes Magdahl Nielsen og atter 1950 og i 1960'erne (bl.a. administrationsbygning 1961) blev anlægget forøget med flere bygninger.
Anstalten rummede 200 voksne åndssvage og blev igennem årene udvidet, så der i 1930'erne var helt op til 1.200 åndssvage på den store institution. Der var i 1898 plads til 400 alumner (marts 1895 var der 384 alumner).  
Med Socialreformen af 1933 blev institutionen overtaget af det offentlige. Ebberødgård var fra begyndelsen opsamlingssted for det tungeste klientel, primært fra københavnsområdet. Fra at være en mønsterinstitution blev Ebberødgård efterhånden under Socialstyrelsens administration berygtet for sine dårlige fysiske rammer med store sovesale og for den udbredte brug af fikseringer. Efter et besøg af ombudsmand Lars Nordskov Nielsen, der i 1975 beskrev forholdene som uforsvarlige, fik institutionen bevilget midler til at forbedre forholdene, og brugen af tvangsmidler faldt markant. I 1980 overgik Ebberødgård til Frederiksborg Amt og ændrede samme år navn til Svaneparken i et forsøg på at komme af med sit dårlige ry.
Gradvist overgik flere af bygningerne til husning af flygtninge i takt med overførelsen af åndssvageforsorgen til amtets socialforvaltning. Samtidig blev behandlingen af patienter fra andre amter overtaget af deres hjemamter.
I dag er det meste af anlægget omdannet til ejerlejligheder, mens Svaneparken i reduceret udgave stadig har psykiatriske formål.